# پائول یونان
پائول (به یونانی: Παῦλος؛ ۱۴ دسامبر ۱۹۰۱ – ۶ مارس ۱۹۶۴) از سال ۱۹۴۷ میلادی تا زمان مرگش به‌عنوان شاه یونان حکومت کرد.

## دوره حکومت
پائول در ۱۹۴۷ میلادی به دنبال مرگ برادر بزرگش ، شاه جرج، طی جنگ داخلی یونان (که در آن، نیروهای کمونیست یونان و ارتش ضدکمونیست با هم می‌جنگیدند.) به سلطنت رسید.
در ۱۹۴۹ میلادی جنگ داخلی به پایان رسید و نیروهای شورشی کمونیست رسماً تسلیم شدند و کار بازسازی مناطق آسیب‌دیده شمال یونان به سرعت آغاز شد. پائول تلاش کرد که روابط خود با همسایگان یونان را بهبود بخشد. او تبدیل به اولین حاکم یونان شد که با یک حکمران (رئیس‌جمهور) ترکیه دیدار کرد. با این حال، روابط یونان با بریتانیا به دلیل مسئله قبرس برای مدتی تیره شد. قبرس دارای جمعیتی اکثراً یونانی، که در اختیار بریتانیا قرار داشت، در ۱۹۶۰ میلادی تبدیل به یک کشور مستقل شد؛ در حالی‌که، حکومت یونان مدام بر سر الحاق این ناحیه به خاک اصلی یونان، پافشاری می‌کرد.
وضعیت جسمانی پائول نیز چندان در حالت خوبی نبود. در ۱۹۵۹، او یک عمل آب‌مروارید و در ۱۹۶۳ عمل آپاندیسیت را پشت سر گذاشت. او در فوریه ۱۹۶۴، درگیر عمل سرطان معده شد و یک هفته بعد در آتن درگذشت.